# Svetovni pokal v smučarskih poletih 2000
Svetovni pokal v smučarskih poletih 2000 je bila deseta uradna sezona svetovnega pokala v smučarskih poletih nagrajena z malim globusom kot del iste sezone svetovnega pokala v smučarskih skokih.

## Koledar

### Moški
| Št. | Sezona | Datum            | Kraj                     | Letalnica                     | Vel. | Zmagovalec        | Drugi             | Tretji             | Rumena majica     | Ref.              |
| --- | ------ | ---------------- | ------------------------ | ----------------------------- | ---- | ----------------- | ----------------- | ------------------ | ----------------- | ----------------- |
| 45  | 1      | 19. februar 2000 | Tauplitz/Bad Mitterndorf | Kulm K185                     | LE   | Sven Hannawald    | Andreas Widhölzl  | Tommy Ingebrigtsen | Sven Hannawald    | [ 2 ]             |
|     |        | 20. februar 2000 | Tauplitz/Bad Mitterndorf | Kulm K185                     | LE   | vremenske razmere | vremenske razmere | vremenske razmere  | vremenske razmere | vremenske razmere |
| 46  | 2      | 19. marec 2000   | Planica                  | Velikanka bratov Gorišek K185 | LE   | Sven Hannawald    | Janne Ahonen      | Andreas Goldberger | Sven Hannawald    | [ 3 ]             |

### Ekipno
| Št. | Sezona | Datum          | Kraj    | Letalnica                     | Vel. | Zmagovalec                                                                  | Drugi                                                           | Tretji                                                                  | Rumena majica | Ref.  |
| --- | ------ | -------------- | ------- | ----------------------------- | ---- | --------------------------------------------------------------------------- | --------------------------------------------------------------- | ----------------------------------------------------------------------- | ------------- | ----- |
| 1   | 1      | 18. marec 2000 | Planica | Velikanka bratov Gorišek K185 | LE   | NemčijaSven Hannawald · Hansjörg Jäkle · Martin Schmitt · Michael Uhrmann · | FinskaVille Kantee Risto Jussilainen Jani Soininen Janne Ahonen | JaponskaTakanobu Okabe Kazuyoshi Funaki Hideharu Miyahira Noriaki Kasai | Nemčija       | [ 4 ] |

## Lestvica
| Uvr. | po 2 tekmah              | 19/03/2000 Kulm | 19/03/2000 Planica | Skupaj |
| ---- | ------------------------ | --------------- | ------------------ | ------ |
| 1    | Sven Hannawald           | 100             | 100                | 200    |
| 2    | Janne Ahonen             | 40              | 80                 | 120    |
| 3    | Tommy Ingebrigtsen       | 60              | 50                 | 110    |
| 4    | Andreas Goldberger       | 36              | 60                 | 96     |
| 5    | Andreas Widhölzl         | 80              |                    | 80     |
| 6    | Reinhard Schwarzenberger | 50              | 18                 | 68     |
| 7    | Martin Höllwarth         | 32              | 26                 | 58     |
| 8    | Lasse Ottesen            | 45              | 12                 | 57     |
| 9    | Kazuyoshi Funaki         | 9               | 40                 | 49     |
| 10   | Nicolas Dessum           | 26              | 20                 | 46     |
|      | Noriaki Kasai            | 1               | 45                 | 46     |
| 12   | Roberto Cecon            | 29              | 15                 | 44     |
|      | Hideharu Miyahira        | 20              | 24                 | 44     |
| 14   | Martin Schmitt           | 13              | 29                 | 42     |
| 15   | Masahiko Harada          | 22              | 14                 | 36     |
|      | Ville Kantee             | 4               | 32                 | 36     |
|      | Adam Małysz              |                 | 36                 | 36     |
| 18   | Stefan Horngacher        | 24              | 11                 | 35     |
| 19   | Hiroya Saitō             | 16              | 16                 | 32     |
| 20   | Wolfgang Loitzl          | 18              | 10                 | 28     |
|      | Jani Soininen            | 6               | 22                 | 28     |
| 22   | Henning Stensrud         | 14              | 7                  | 21     |
| 23   | Roar Ljøkelsøy           | 3               | 13                 | 16     |
| 24   | Frank Löffler            | 15              |                    | 15     |
| 25   | Tami Kiuru               | 12              |                    | 12     |
|      | Hansjörg Jäkle           | 8               | 4                  | 12     |
| 27   | Matti Hautamäki          | 11              |                    | 11     |
| 28   | Risto Jussilainen        | 10              |                    | 10     |
| 29   | Thomas Hörl              |                 | 9                  | 9      |
| 30   | David Andersen           |                 | 8                  | 8      |
| 31   | Takanobu Okabe           | 7               |                    | 7      |
| 32   | Olav Magne Dønnem        | 6               |                    | 6      |
|      | Kazuki Nishishita        |                 | 6                  | 6      |
| 34   | Wojciech Skupień         | 2               | 3                  | 5      |
|      | Christof Duffner         |                 | 5                  | 5      |
| 36   | Kazuhiro Nakamura        |                 | 2                  | 2      |
| 37   | Damjan Fras              |                 | 1                  | 1      |

| Uvr. | po 3 tekmah | Točke |
| ---- | ----------- | ----- |
| 1    | Nemčija     | 674   |
| 2    | Avstrija    | 574   |
| 3    | Finska      | 567   |
| 4    | Japonska    | 522   |
| 5    | Norveška    | 468   |
| 6    | Poljska     | 155   |
| 7    | Slovenija   | 101   |
| 8    | Češka       | 50    |
| 9    | Francija    | 46    |
| 10   | Italija     | 44    |